# William Bentsen
William Bruce „Bill” Bentsen (ur. 18 lutego 1930 w Chicago, zm. 25 grudnia 2020 w Linn) – amerykański żeglarz sportowy, dwukrotny medalista olimpijski.
Brał udział w dwóch igrzyskach na przestrzeni ośmiu lat (IO 64, IO 72), na obu zdobywał medale. W 1964 sięgnął po brąz w klasie Latający Holender, osiem lat później triumfował w klasie Soling. Podczas obu startów partnerował mu Buddy Melges, w 1972 załogę jachtu tworzył również William Allen.